# Marc-André Dalbavie
Marc-André Dalbavie   (Neuilly-sur-Seine, 10 de febrer de 1961) és un compositor francès.
Va tenir les seves primeres classes de música als 6 anys. Va assistir al Conservatori de París, on va estudiar composició amb Marius Constant i orquestració amb Pierre Boulez. El 1985 es va incorporar al departament de recerca de l'IRCAM on va estudiar síntesi digital, composició assistida per ordinador i anàlisi espectral. A principis dels anys noranta es va traslladar a Berlín. Actualment viu a la ciutat de St. Cyprien i imparteix classes d'orquestració al Conservatoire National Supérieur de Musique de Paris.
El 1994 va rebre el Prix de Rome. El mateix any va ser un dels tres compositors que va guanyar el premi Ernst von Siemens de compositors. El 1998, lOrquestra de Cleveland el va nomenar el compositor resident (becari de Daniel Lewis) durant dos anys. El 2004 va ser nomenat "Chevalier des Arts et Lettres" pel Ministeri de Cultura francès. El 2018 va rebre el premi "Elise L. Stoeger" de la "Chamber Music Society del Lincoln Center".
El gener del 2010 la Chicago Symphony Orchestra dirigida per Pierre Boulez va incloure en una actuació, l'estrena del Concert per a flauta de Marc-André Dalbavie, amb el flautista francès Mathieu Dufour.
Ja el 1982, MA Dalbavie, juntament amb diversos compositors de la seva generació, va començar a explorar el potencial de la música espectral, més concretament la re definició del timbre i el concepte de procés. Ha enriquit aquestes tècniques compositives amb polifonia i ritme, combinades amb principis de recurrència, i ha treballat l'heterogeneïtat a través de l'electrònica, fent ús de totes les aplicacions de música per a ordinadors i acústica.
Tot i que el timbre i el color van marcar la seva obra als anys vuitanta (Miroirs transparents, Diadèmes...), la dècada de 1990 destaca pel seu ús innovador de l'espai, el lloc i el context. Seuils és un dels primers fites d'aquest període, amb fonts de so electròniques situades al voltant del públic i un text que fa referència a l'espai en què s'utilitza. La peça també va marcar l'inici de la col·laboració del compositor amb l'autor Guy Lelong, va continuar amb Non-lieu i Mobiles i l'esdeveniment musical Correspondances, en col·laboració amb l'artista i director d'escena Patrice Hamel. L'ús d'instruments barrocs relaciona Concertino amb Curtain Tune del compositor del segle XVII Matthew Locke. L'ofertori per al cor masculí i l'orquestra simfònica suggereix espais virtuals simulats per l'escriptura del cor. Concerto pour violon va llançar una sèrie de peces basades en l'especialització de l'orquestra. En no lloc, per exemple, l'escenari està totalment buit; els quatre cors femenins i el conjunt instrumental es col·loquen selectivament a la sala. El somni de l'espai unificat, Antiphonie i Concertate il Suono, compostos respectivament per l'orquestra Minneapolis, l'orquestra Rheinpfalz i l'orquestra Cleveland, desenvolupen el concepte del moviment del so a l'espai. I mòbils, per a cor i orquestra, una composició específica del lloc per a la Cité de la Musique de París, comença amb el soroll confús de les converses –aparentment del públic– que s’eleva per sobre del so de l'orquestra que s’ajusta.
Durant la seva residència a l'Orchestre de París, Dalbavie, com altres compositors de la seva generació, va tornar a escriure simfònicament amb l'objectiu declarat d'obrir noves perspectives i construir un repertori que portés l'escriptura orquestral a la modernitat. Quina millor prova dels èxits assolits pel compositor que Color, Ciaccona i, més recentment, The Rocks under the Water, compost per l'Orquestra de Cleveland per celebrar un edifici de l'arquitecte Frank O. Gehry